# 達納設計
達納設計（英語：Dana Design）是一家生产高端登山包的公司，由達納·格里森（Dana Gleason）于1986年在美国蒙大拿博茲曼创建。達納設計的背包做工扎实、功能丰富，但由于价格较高，导致销量下降。1996年，達納設計被出售给了K2公司。2004年，K2又将其出售给土拨鼠公司，地点搬到华盛顿瓦遜島。此后達納設計的几款经典背包，如Terraplane、Bridger、Bomb Pack，都被换上了土拨鼠公司的商标。
達納·格里森离开K2公司后，前往背包生产公司Mystery Ranch，该公司后来生产的背包，沿袭了達納設計的风格。Mystery Ranch公司获准为美国海军海豹特种部队生产型号为DBDSB的背包，另外美国空军的伞兵特种部队，则从该公司定制医疗背包，用于阿富汗、伊拉克的实战。